# Radu III. Pěkný

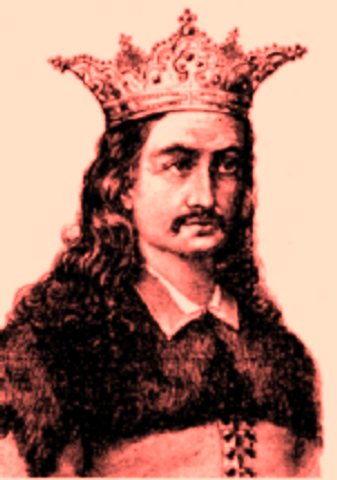
Radu III.

Radu III. Pěkný či Nádherný (rumunsky Radu cel Frumos, * 1437/1439 – † 1475) byl kníže Valašského knížectví v letech 1462–1473, 1473–1474 a 1474–1475, z rodu Drăculești. Byl to nejmladší syn Vlada II. Dracula. V roce 1444, spolu se svým otcem a bratrem Vladem III. Draculou (později zvaný Napichovač) byl zajat Turky. V Turecku strávil téměř dvacet let nejprve jako rukojmí, později dobrovolně.
V roce 1462 se vrátil do Valašska a s tureckou podporou chtěl získat trůn svého staršího bratra Vlada III. Draculy. Oficiálně se stal vazalem Maďarska, ale ve skutečnosti závisel na Turecku a vládl v souladu se zájmy sultána. Výsledkem byl dlouholetý konflikt se Štěpánem III. Velkým. V roce 1473 byl Radu svržen Štěpánem III. Velikým, který dosadil na trůnu jeho bratrance Basaraba III. Starého. Radu několikrát později získal svůj trůn. Radu III. Pěkný zemřel v roce 1475, pravděpodobně na syfilis.